# San Giuseppe (Napoli)
(Jean Paul Sartre)
San Giuseppe è un quartiere del centro storico di Napoli che appartiene alla II Municipalità.
È l'ultimo quartiere di Napoli per superficie ed il penultimo per popolazione. Confina a sud col quartiere San Ferdinando (via Paolo Emilio Imbriani, piazza Municipio), ad ovest coi quartieri Avvocata (piazza Dante) e Montecalvario (via Toledo, piazza Sette Settembre, piazza Carità), a nord col quartiere San Lorenzo (piazza Dante, via Port'Alba, via San Pietro a Maiella, piazza Luigi Miraglia, via dei Tribunali, via Nilo, piazzetta Nilo) e ad est col quartiere Porto (piazza Nilo, via Mezzocannone, vico Pallonetto Santa Chiara, via Santa Chiara, largo Bianchi Nuovi, via Bianchi Nuovi, piazzetta Teodoro Monticelli, pendino Santa Barbara, via Sedile di Porto, piazzetta di Porto, via del Cerriglio, via Guglielmo San Felice, calata Ospedaletto, viaria Medina). Nei pressi di piazzetta Nilo confina anche, in un punto, con il quartiere Pendino (all'incrocio fra piazzetta Nilo, via Nilo, via Giovanni Paladino e via San Biagio dei Librai c'è il confine fra i quartieri Pendino, Porto, San Lorenzo e San Giuseppe).

## Monumenti e luoghi d'interesse
Il punto nevralgico del quartiere è piazza Dante, caratterizzata dall'emiciclo del Foro Carolino, progettato da Luigi Vanvitelli in onore di Carlo III, che ingloba sulla sinistra la Port'Alba. Sulla piazza affacciano Palazzo Ruffo di Bagnara, la chiesa e il convento di Santa Maria di Caravaggio, San Domenico Soriano. Superata la chiesa di San Michele Arcangelo, si piega verso la zona collinare, salendo per via Tarsia fino al palazzo Spinelli di Tarsia. Sulla strada si incontrano Palazzo Lattuada e il Teatro Bracco e scendendo la chiesa di Sant'Antonio a Tarsia.
Lungo via Toledo, si incontrano a sinistra la chiesa dello Spirito Santo e, ad angolo, il palazzo Doria D'Angri, opera di Carlo Vanvitelli.
Più avanti, sulla sinistra, palazzo Maddaloni, ampliato da Cosimo Fanzago. Proseguendo per via Toledo, si incontrano Santa Maria delle Grazie, palazzo Tappia, palazzo Lieto; con una piccola deviazione all'interno del rione si trova la chiesa ortodossa dei santi Pietro e Paolo. Ancora, il palazzo del Banco di Napoli e palazzo Zevallos.
La parte meridionale del quartiere è il frutto della riorganizzazione urbana compiuta (in parte) dal fascismo nel tessuto storico di Napoli, in un'area che si era compiutamente configurata tra il XV e il XVI secolo. Negli anni trenta quel tessuto fu riattato con opere di grande pregio formale, fra cui il palazzo delle Poste, opera di Vaccaro e Franzi che occupa in parte l'area del convento degli Olivetani. Il grande chiostro, divenuto una sorta di piazza chiusa, ne separa la facciata curva dall'edificio dell'INA, altro episodio razionalista. Fiancheggiando piazza Carità, si incontrano la Caserma Pastrengo e la chiesa di Monteoliveto, detta di Sant'Anna dei Lombardi, anch'essi parte del poderoso complesso monastico.
Piazza Monteoliveto, definita da una fontana sormontata dalla statua di Carlo II, è collegata con piazza del Gesù dalla Calata Trinità Maggiore, ricca di pregevoli edifici (sulla sinistra, palazzo Pignatelli restaurato da Ferdinando Sanfelice; all'angolo il rinascimentale palazzo Gravina (Facoltà di Architettura).

### Chiese, palazzi e monumenti storici
- Chiesa del Gesù Nuovo
- Chiesa di San Domenico Maggiore
- Chiesa di San Domenico Soriano
- Chiesa dei Santi Pietro e Paolo dei Greci
- Palazzo delle Poste (Napoli)
- Palazzo Doria d'Angri
- Palazzo Ruffo di Bagnara
- Palazzo Spinelli di Tarsia
- Port'Alba